# Canthidium puncticeps
Canthidium puncticeps là một loài bọ cánh cứng trong họ Bọ hung (Scarabaeidae).